# 緣起
緣起，重要佛教術語，一切有為法都是因各種因緣和合而成，此理即為緣起。除十二緣起外，還有九緣起和十緣起等說法。

## 簡介
緣起就是「依此有故彼有，此生故彼生」，自早期佛教起就不斷的對緣起進行着深入的研討。從現代研究的角度看，所謂緣起，並非一種實體或是某種特定的法門亦或是特定過程，而是佛陀所說一切法的本源起點，所以名為緣起；對無明眾生而言，世間見都歸類成宿命，我所成，神所造，無原因等等邪見；因此佛陀開說因緣和合現象，此理即為因緣。任何的法顯現以及事物，都因為各種條件的相互依存而處在變化中，這是「緣」的現象；在眾生的觀點裡，所以依種種先後、時間而做分別有名「因」、「緣」的現象、作用發生；佛陀為了開悟眾生，對於無明眾生見世間現象的成住壞滅建立了「有生滅見」，因此說了順觀因緣法、逆觀因緣法。佛陀說諸緣起，皆是使眾生能從各種相關法及各類因緣法中，見到真實「緣起」。
大乘佛教中部份宗派有四大緣起: 業感緣起、阿賴耶緣起、法界緣起、真如緣起。

## 出處
緣起在《雜阿含經》和巴利三藏《相应部》中多有記述，《長阿含經·大緣方便經》、巴利三藏《长部·大缘经》和《中阿含經·大因經》中也有重要釋義。著名的單行經有玄奘譯《緣起經》和《緣起聖道經》。《緣起聖道經》同於《雜阿含經·二八七經》：
|  | 世尊告諸比丘，我憶宿命未成正覺時，獨一靜處，專精禪思。作是念：何法有故？老死有，何法緣故？老死有。即正思惟，生如實無間等：生有故，老死有，生緣故，老死有。如是有、取、愛、受、觸、六入處、名色。何法有故？名色有，何法緣故？名色有。即正思惟，如實無間等生：識有故，名色有，識緣故有，名色有。我作是思惟時，齊識而還，不能過彼，謂：緣識名色，緣名色六入處，緣六入處觸，緣觸受，緣受愛，緣愛取，緣取有，緣有生，緣生老、病、死、憂、悲、惱、苦，如是如是純大苦聚集。 我時作是念：何法無故？則老死無，何法滅故？老死滅。即正思惟，生如實無間等：生無故，老死無，生滅故，老死滅。如是生、有、取、愛、受、觸、六入處、名色、識、行廣說。我復作是思惟，何法無故？行無，何法滅故？行滅，即正思惟，如實無間等：無明無故，行無，無明滅故，行滅，行滅故識滅，識滅故名色滅，名色滅故六入處滅，六入處滅故觸滅，觸滅故受滅，受滅故愛滅，愛滅故取滅，取滅故有滅，有滅故生滅，生滅故老、病、死、憂、悲、惱、苦滅，如是如是純大苦聚滅。 我時作是念：我得古仙人道，古仙人逕，古仙人道跡，古仙人從此跡去，我今隨去。……今我如是，得古仙人道，……謂八聖道。……我從彼道，見老、病、死，老、病、死集，老、病、死滅，老、病、死滅道跡。見生、有、取、愛、受、觸、六入處、名色、識、行，行集，行滅，行滅道跡。我於此法，自知自覺，成等正覺。 |

## 解說
對十二因緣法各緣起支的簡略分別可見於《雜阿含經·二九八經》即玄奘譯《緣起經》:
|  | 佛言， 云何名“緣起初義”？ 謂：依此有故彼有，此生故彼生。所謂：「無明緣行，行緣識，識緣名色，名色緣六處，六處緣觸，觸緣受，受緣愛，愛緣取，取緣有，有緣生，生緣老死」，起愁、歎、苦、憂、惱，是名為「純大苦蘊集」。如是名為「緣起初義」。 云何名為“緣起差別”？ 謂： 1. 「無明」緣「行」者。 - 云何無明？謂：於前際無知，於後際無知，於前後際無知；於內無知，於外無知，於內外無知；於業無知，於異熟無知，於業異熟無知；於佛無知，於法無知，於僧無知；於苦無知，於集無知，於滅無知，於道無知；於因無知，於果無知，於因已生諸法無知；於善無知，於不善無知；於有罪無知，於無罪無知；於應修習無知，於不應修習無知；於下劣無知，於上妙無知；於黑無知，於白無知；於有異分無知，於緣已生，或六觸處如實通達無知。如是於彼彼處，如實無知，無見，無現觀，愚癡，無明，黑闇，是謂無明。 - 云何為行？行有三種，謂：身行、語行、意行，是名為行。 2. 「行」緣「識」者。 - 云何為識？謂六識身：一者、眼識，二者、耳識，三者、鼻識，四者、舌識，五者、身識，六者、意識，是名為識。 3. 「識」緣「名色」者。 - 云何為名？謂四無色蘊：一者、受蘊，二者、想蘊，三者、行蘊，四者、識蘊。 - 云何為色？謂諸所有色：一切四大種，及四大種所造。此色前名，總略為一，合名名色，是謂名色。 4. 「名色」緣「六處」者。 - 云何六處？謂六內處：一、眼內處，二、耳內處，三、鼻內處，四、舌內處，五、身內處，六、意內處，是謂六處。 5. 「六處」緣「觸」者。 - 云何為觸？謂六觸身：一者、眼觸，二者、耳觸，三者、鼻觸，四者、舌觸，五者、身觸，六者、意觸，是名為觸。 6. 「觸」緣「受」者。 - 云何為受？受有三種，謂：樂受，苦受，不苦不樂受，是名為受。 7. 「受」緣「愛」者。 - 云何為愛？愛有三種，謂：欲愛、色愛、無色愛，是名為愛。 8. 「愛」緣「取」者。 - 云何為取？謂四取：一者、欲取，二者、見取，三者、戒禁取，四者、我語取，是名為取。 9. 「取」緣「有」者。 - 云何為有？有有三種，謂：欲有、色有、無色有，是名為有。 10. 「有」緣「生」者。 - 云何為生？謂：彼彼有情，於彼彼有情類，諸生，等生，趣，起，出現，蘊得，界得，處得，諸蘊生起，命根出現，是名為生。 11. 「生」緣「老死」者。 - 云何為老？謂：髮衰變，皮膚緩皺，衰熟損壞，身脊傴曲，黑黶間身，喘息奔急，形貌僂前，憑據策杖，惛昧羸劣，損減衰退，諸根耄熟，功用破壞，諸行朽故，其形腐敗，是名為老。 - 云何為死？謂：彼彼有情，從彼彼有情類，終盡壞沒，捨壽捨煖，命根謝滅，棄捨諸蘊，死時運盡，是名為死。此死前老，總略為一，合名老死。 如是名為「緣起差別」義。 |

《長阿含經·大緣方便經》在《十誦律》中被列為十八大經，在《大毘婆沙論》中列為方廣經，對「緣識有名色」這個關鍵環節有重要釋義：
|  | 阿難！『緣識有名色』，此為何義？ - 若識不入母胎者，有名色不？答曰：無也。 - 若識入胎不出者，有名色不？答曰：無也。 - 若識出胎，嬰孩壞敗，名色得增長不？答曰：無也。 - 阿難！若無識者，有名色不？答曰：無也。 阿難！我以是緣知，『名色由識，緣識有名色』，我所說者，義在於此。 阿難！『緣名色有識』，此為何義？ - 若識不住名色，則識無『住』處；若無住處，寧有生、老、病、死、憂、悲、苦、惱不？答曰：無也。 - 阿難！若無名色，寧有識不？答曰：無也。 阿難！我以此緣，知『識由名色，緣名色有識』，我所說者，義在於此。 阿難！是故，名色緣識，識緣名色，名色緣六入，六入緣觸，觸緣受，受緣愛，愛緣取，取緣有，有緣生，生緣老、死、憂、悲、苦、惱，大苦陰集。阿難！齊是為語，齊是為應，齊是為限，齊此為演說，齊是為智觀，齊是為眾生。阿難！諸比丘於此法中，如實正觀，無漏心解脫。阿難！此比丘當名為慧解脫。 |

《中阿含經·大因經》有類似記載並有結論「識、名色共俱」。《瓮喻經》即《雜阿含經·二九二經》將「行」釋義為「福行、非福行、不動行」，《識身論》及後世論書多以此釋義為主。

## 分類
對於緣起的分類，分成一支至十二支，其中最通行的說法為十二支緣起，傳統上一般不再於緣起中計入更多的緣生法。

## 各派見解
上座部《法蘊論》引用文句有微妙差異的《大因緣經》並建立了自己的緣起理論，上座部《施設論》提出了「無明」的新解釋。

### 說一切有部
說一切有部《發智論》提出了時分緣起學說，後經過《大毘婆沙論》增釋了“三世二重因果”，而成為說一切有部核心教義分位緣起學說。《大毘婆沙論》中，提出四種緣起理論，分別為剎那緣起、連縛緣起、分位緣起與遠續緣起。

### 分別說部
分別說部《舍利弗阿毘曇論》所引用的《大因緣經》不是「九緣起」也是「十二緣起」，不同於斷定了「世與行體無差別」的“時分緣起”，有說法如：無明緣現世行，無明緣未來行，行緣現在識，行緣未來識。